# Fiński rock
Fiński rock (fiń. suomirock lub suomirokki) – muzyka rockowa pochodząca z Finlandii; także muzyka wykonywana w języku fińskim.

## Historia
Fiński rock powstał wskutek podążania wielu wykonawców za trendami muzycznymi lat 50. i 60. XX wieku. Początkowo fińskie zespoły wykonywały jedynie popularne w świecie anglojęzycznym piosenki, które tłumaczono na język fiński. Eero Raittinen i jego brat Jussi są jednymi z najwcześniejszych fińskich muzyków rockowych lat 60. XX wieku, obok takich grup jak Jormas, Topmost czy Ernos. Centrum fińskiego rocka i popu w tym okresie były Helsinki. Jedną z pierwszych krajowych wytwórni płytowych była wtedy Love Records, która wydawała również płyty z jazzem czy utworami nawiązującymi do polityki. Popularny wtedy zespół Suomen Talvisota 1939–1940 reprezentował muzykę undergroundową, a jego jedyna płyta „Underground-Rock” (1970) ma duży wpływ na obecnie tworzących muzyków. Innymi znaczącymi fińskimi zespołami grającymi rocka psychodelicznego czy muzykę undergroundową były The Sperm, Apollo i Blues Section. 
Na początku lat 70. XX wieku pojawiło się wielu nowych artystów. Twórcy piosenek tacy jak Hector i Juice Leskinen zaczęli pisać utwory w rodzimym języku, łącząc odcienie ironii, poezji i introspekcji z rockowego brzmienia. W późniejszych latach 70. nowa fala (new wave) i punk przyniosły pojawienie się kolejnych twórców: Pelle Miljoona, Eppu Normaali czy Hassisen kone. Od tej pory fiński rock stał się niezależny. Nazwiska takie jak Dave Lindholm, Tuomari Nurmio i Ismo Alanko były popularne ze względu na muzykę, która posiadała swój własny, niepowtarzalny styl. Na przełomie lat 70. i 80. miastem uznawanym za najbardziej tętniące życiem w kulturze rockowej stało się Tampere. 
Zespół Hurriganes, założony przez Remu Aaltonena, był jednym z najbardziej popularnych grup muzycznych w Finlandii. Jego członkowie tworzyli bezkompromisowego rocka, opartego na prostych brzmieniach, a ich piosenka „Get on” w Krainie Tysiąca Jezior uznawana jest niemalże za hymn. Innymi przełomowymi grupami były Dingo, pop-rockowa formacja uwielbiana przez nastolatków, a także Yö, której piosenka „Joutsenlaulu” do dziś dnia pozostaje jednym z najczęściej odtwarzanych utworów w fińskich radiach. Kingston Wall był kultowym zespołem wczesnych lat 90. XX wieku, łączącym psychodeliczne wpływy z hard rockiem. Do dziś bardzo popularny jest również Jari Karjalainen, którego świetność przypadała na lata 80. Znana grupa CMX, utworzona w 1985 roku, przechodząca różne transformacje w wykonywanej muzyce – od metalu przez hardcore punk do hard rocka, obecnie także posiada wielu zwolenników.

## Sukcesy zagraniczne
Zespoły fińskie, które powstały najwcześniej i mogły uzyskać rozgłos to grające rock progresywny grupy takie jak Tasavallan Presidentti czy Wigwam. Choć przez pewien czas wydawały móc wybić się w Europie, międzynarodowa sława ominęła je. Również inne grupy muzyczne lat 80. XX wieku (np. Gringos Locos lub Havana Black) nie były zdolne uzyskać popularności poza granicami Finlandii; jedynym wyjątkiem byli muzycy z Hanoi Rocks, popularnego zespołu, tworzącego glam rocka. Grupa nadal jest jedną z najbardziej znanych i cenionych fińskich formacji za granicą. W latach 80. była źródłem inspiracji dla wielu zespołów, włączając w to m.in. muzyków z Guns N’ Roses.
Do innych grup muzycznych, które osiągnęły sukces za granicą, można zaliczyć Leningrad Cowboys (znana z wystąpień z Chórem Aleksandrowa) czy Mieskuoro Huutajat (specjalizująca się w wykonywaniu hymnów narodowych). 
Ponadto, kultowy status w Europie, zwłaszcza w Holandii i Niemczech, uzyskała formacja 22-Pistepirkko, która w swoich brzmieniach zawiera między innymi indie rock czy blues. 
Tak samo jak w całej Skandynawii, głównym wkładem Finlandii do nowoczesnej muzyki jest heavy metal i jego pokrewne gatunki. Z Finlandii pochodzi także wiele zespołów power metalowych. Styl ciężkiego brzmienia obejmuje zespoły takie jak Children of Bodom, Entwine, Apocalyptica, Impaled Nazarene, Nightwish, The 69 Eyes, Stratovarius, Sentenced, Sonata Arctica, Amorphis, Ensiferum i Waltari.
Inną popularną za granicą formacją jest HIM, której muzyka została określona mianem love metalu. Zarówno HIM, a także The Rasmus, podbiły serca wielu fanów w Europie oraz USA i znalazły się na szczytach list przebojów. Międzynarodowe sukcesy obydwu zespołów w obecnej dekadzie są o wiele szersze, niż którakolwiek fińska grupa zdołała wcześniej osiągnąć. 
Finlandia była także zwycięzcą Eurowizji w 2006 roku. Formacji Lordi, jako pierwszej heavymetalowej grupie, udało się dojść do finału i wygrać konkurs.

## Fińscy rockowi i heavymetalowi wykonawcy
- The 69 Eyes
- Ajattara
- Aknestik
- Am I Blood
- Amberian Dawn
- Amorphis
- Apocalyptica
- Apulanta
- Battlelore
- Bloodpit
- Before the Dawn
- Brother Firetribe
- Bullet Ride
- Callisto
- Carmen Gray
- Catamenia
- Celesty
- Chaosweaver
- Charon
- Children of Bodom
- CMX
- Damian Cullen Band
- Damn Seagulls
- Day Eleven
- Deep Insight
- Demilich
- Dingo
- Disco Ensemble
- Don Huonot
- Dreamtale
- The Duke
- End of You
- Ensiferum
- Entwine
- Eppu Normaali
- Eternal Tears of Sorrow
- Faerghail
- Feiled
- Finntroll
- The Flaming Sideburns
- Haloo Helsinki!
- Hanoi Rocks
- Hanna Pakarinen
- Happoradio
- Hassisen kone
- Heijaste
- Hector
- HIM
- Hurriganes
- Imperanon
- Indica
- Insomnium
- Irina Saari
- Isla
- Jeavestone
- Jonna Tervomaa
- Kaaos
- Kalmah
- Karmine
- Kemopetrol
- Kingston Wall
- Kiuas
- Klamydia
- Kolmas nainen
- Korpiklaani
- Kotiteollisuus
- KYPCK
- Leevi and the Leavings
- Lordi
- Lovex
- Lullacry
- The Jade
- Juice Leskinen
- Maj Karma
- Malummeh
- Manitou
- Mehida
- Miljoonasade
- Mirzadeh
- Moonsorrow
- Mors Principium Est
- Pate Mustajärvi
- Naildown
- Negative
- Neljä Ruusua
- New Dawn Foundation
- Nicole
- Nightwish
- Nitrokiss
- Norther
- Order!Order!
- Parasite City
- Passionworks
- The Patsy Walkers
- Peer Günt
- Pelle Miljoona
- Poets of the Fall
- Poisonblack
- Popeda
- Private Line
- Project Silence
- Protoni
- Puolikuu
- Raaka-Aine
- Random Eyes
- The Rasmus
- Rauli Badding Somerjoki
- Reckless Love
- RIISTETYT
- Rock’n’Roll Band
- Ruoska
- Rust
- SaraLee
- Script of Flood
- Sentenced
- Shade Empire
- Shaked Booze
- Shaman
- ShamRain
- Sielun Veljet
- Sinamore
- Sinergy
- Sonata Arctica
- SoulRelic
- Stam1na
- Stalingrad Cowgirls
- Stella
- Stratovarius
- Sturm Und Drang
- Sunrise Avenue
- Swallow The Sun
- Tabula Rasa
- Tacere
- Tarja
- Tarot
- Tehosekoitin
- Teräsbetoni
- The Rasmus
- Thunderstone
- Timo Rautiainen & Trio Niskalaukaus
- To/Die/For
- Tuomari Nurmio
- Turisas
- Turmion Kätilöt
- UMP
- Uniklubi
- Urban Tale
- Valerian
- Vanity Ink
- Velcra
- Verjnuarmu
- Viikate
- Maija Vilkkumaa
- YUP
- Yö
- Waltari
- Wigwam
- Widescreen Mode
- Winterborn
- Wintersun
- Whispered